# Atrachea muscosa
Atrachea muscosa là một loài bướm đêm trong họ Noctuidae.